# Volo Bangkok Airways 266
Il volo Bangkok Airways 266 era un collegamento di linea passeggeri nazionale dall'aeroporto di Krabi all'aeroporto di Samui, in Thailandia. Il 4 agosto 2009, l'aereo uscì di pista in fase di atterraggio e si schiantò contro una vecchia torre di controllo non presidiata. Un pilota morì e altre 41 persone rimasero ferite.

## L'aereo
Il velivolo coinvolto era un ATR 72-212A, immatricolato HS-PGL, msn 670. L'aereo aveva effettuato il suo primo volo il 6 giugno 2001 con la registrazione francese F-WWER. Era entrato in servizio con Bangkok Airways il 16 luglio 2001 con la nuova registrazione HS-PGL. Il 29 maggio 2006 passò a Siem Reap Airways International, per poi tornare a Bangkok Airways il 7 gennaio 2009 dopo la cessazione dell'attività della Siem Reap.

## L'incidente
L'aereo avrebbe sbandato fuori pista e colpito una vecchia torre di controllo non presidiata, utilizzata come stazione antincendio. L'incidente avvenne intorno alle 14:15 ora locale (07:15 UTC). Il comandante rimase ucciso. Il copilota, rimasto bloccato nell'aereo per più di due ore, fu tra gli ultimi ad essere evacuato. Tra i feriti gravi c'erano quattro passeggeri: due britannici, un italiano e uno svizzero riportarono la frattura di una gamba, mentre altri due britannici riportarono ferite meno gravi. Anche il copilota era ferito alle gambe. In totale rimasero ferite 41 persone. Il METAR in vigore al momento dell'incidente era METAR VTSM 040700Z 29015KT 9000 FEW020TCU SCT120 BKN300 31/25 Q1007 A2974 TCU-NW. Questo si traduce come METAR per l'aeroporto di Samui, emesso il 4 del mese alle 07:00 UTC, vento a 15 nodi (28 km/h), direzione 290° visibilità 9 chilometri, poche nubi a 2 000 piedi (610 m), nubi sparse a 12 000 piedi (3 700 m), nubi spezzate a 30 000 piedi (9 100 m), temperatura 31 °C, punto di rugiada 25 °C (77 °F), altimetro 1007 milibar, cumulonembo torreggiante a nord-ovest.

## Conseguenze
La fusoliera dell'aereo trascorse alcuni anni sui bordi delle strade in diverse zone di Samui prima di essere affondata nell'ottobre 2013 nell'ambito del Majcha Air Samui Artificial Reef Project.